# 曲江池西路
曲江池西路为西安市曲江新区内一条南北向道路，北起芙蓉南路，南至曲江池南路。因位于曲江池遗址公园西侧而得名。
道路由南向北依次与曲江池南路、雁南四路、雁南三路、雁南二路、芙蓉南路交叉。